# Ndendé
Ndendé es una comuna gabonesa, chef-lieu del departamento de Dola de la provincia de Ngounié.
En 2013 la comuna tenía una población de 6022 habitantes, de los cuales 2982 eran hombres y 3040 eran mujeres.
En el área existen restos arqueológicos que indican que la zona estaba habitada desde hace unos cuatrocientos mil años. La localidad actual se desarrolló a partir de 1913, cuando los franceses establecieron aquí un puesto de control administrativo. Tras la independencia, obtuvo el estatus de subprefectura en 1960, el de prefectura en 1976 y el de comuna en 1996. Desde su fundación, la comuna ha estado gobernada por la Unión del Pueblo Gabonés, un partido de la oposición cuyo líder nacional y varias veces candidato presidencial, Pierre Mamboundou, fue el primer alcalde de la comuna. La localidad está habitada principalmente por dos etnias bantúes: los punu y los nzebi.
Se ubica en el cruce de las carreteras N1 y N6, unos 60 km al sureste de Mouila, cerca de la frontera con la República del Congo.